# Ernst Rudolf Fischer
Ernst Rudolf Fischer (* 4. Mai 1897 in Naumburg (Saale); † 1965) war eine führende Person der deutschen Wirtschaft und Ministerialbeamter im Reichswirtschaftsministerium (RWM). Er durfte den Titel Wehrwirtschaftsführer tragen und war unter anderem verantwortlich für die Versorgung mit Erdöl und organisierte die Plünderung der rumänischen Erdölfelder.

## Stationen des Wirkens
Der promovierte Kaufmann nahm 1922 eine Anstellung bei der Chemischen Fabrik Griesheim-Elektron in Frankfurt am Main an. Im Jahre 1923 wurde er als kaufmännischer Angestellter bestätigt. 1925 fusionierte die Griesheim-Elektron mit anderen Unternehmen der Chemischen Industrie zur I.G. Farben. Die Prokura erhielt er von der I.G. Farben am 21. Juni 1929.
Carl Bosch und Carl Krauch beauftragten Fischer 1932, sich mit Fragen der Ölverarbeitung zu beschäftigen. Im April 1933 nahm er eine Tätigkeit bei der wirtschaftspolitischen Abteilung I.G. Farben NW 7 auf, die auch als Presse- und Öffentlichkeitsabteilung bekannt war. Zum 1. April 1933 trat Fischer der NSDAP bei (Mitgliedsnummer 1.773.899), so dass er nun als eine Verbindung zur neuer NS-Regierung wirken konnte.
Schon bald konnte Fischer die Erwartungen der Konzernspitze erfüllen. Als die Frage der zukünftigen Benzingewinnung das NS-Regime beschäftigte, legte Fischer am 4. Dezember 1933 einen Vertragsentwurf dem RWM vor, der sich an dem Mineralölgesetz orientierte. Schon am 14. Dezember 1933 war zwischen Fischer und dem Ministerialrat des RWM Botho Mulert ein Vertrag mit der I.G. Farben und der Reichsregierung ausgehandelt.
Als Direktor der I.G. Farben und der Deutschen Gasolin AG (Degas) wurde er ab dem 5. April 1934 in den Personalakten der I.G .Farben geführt.
Fischer spezialisierte sich bei I.G. Farben als Spezialist und Leiter für den Vertrieb von Produkten auf der Basis von Kohlenwasserstoffen (KW). Mit der Luftwaffe konnte er so 1936 einen Vertrag über die Lieferung von Flugbenzin unterzeichnen.
Bezüglich der Raffination von Erdölprodukten zeigten sich 1935 die Wirkungen von getrennt arbeitenden Werken, so dass Fischer eine Initiative ergriff. Am 8. August 1936 veröffentlichte das RWM eine allgemeine Veränderung der Verbandsorganisation. Im Zuge dieser Neuordnung wurde Fischer Leiter der Wirtschaftsgruppe Kraftstoffindustrie von 1936 bis 1939.

## Regierungsaufgaben
In der zweiten Jahreshälfte 1939 wurde Fischer von der I.G. Farben für eine Tätigkeit im RWM freigestellt, wo er unter der Leitung von Hans Kehrl als Ministerialdirigent sogleich neue Formen der wirtschaftlichen Exekutive anvisierte und am 4. September 1939 umsetzte. Es war die Verordnung über Gemeinschaftswerke (RGBl. 1939, I, S. 1621).
Fischer und Kehrl arbeiteten gut zusammen und da Kehrl eine neue Organisation für die Kohleverarbeitung und -vertrieb für notwendig hielt, erarbeitete Fischer zusammen mit Kehrl eine Satzung über die Reichsvereinigung Kohle.

## Strategische Ölversorgung für das NS-Regime
Im September 1940 legte Fischer eine Studie zur Ölversorgung im zukünftigen Europa vor: „Die Versorgung Europas mit Mineralöl nach dem Kriege. Ermittlungen des Nachkriegsverbrauchs und Sicherung der Belieferung“. Fischer errechnete mit einem Jahres-Verbrauch von 40 Millionen Tonnen Öl. Deshalb könnten nur die Quellen in Arabien diesen Verbrauch decken. Es sei also zwingend, dass die am 27. März 1941 gegründete Kontinentale Öl AG sich weitreichende Ziele setzen sollte, um an hinreichende Ölquellen zu kommen. Als Stellvertretender Vorsitzender des Vorstandes der Kontinentale ÖL AG erläuterte er denn auch auf der Gründungssitzung der AG, dass es erforderlich sei, die Interessen der Royal (Dutch) Shell am Persischen Golf und eventuell anderer Länder unter deutschen Einfluss zu bringen. Als Vertrauter von Hermann Göring konnte er in seiner Funktion als Leiter der Mineralölabteilung (Hauptabteilung II, Abteilung 2, Referat 3) im Reichswirtschaftsministerium solche strategischen Ziele, die wohl nur durch weitreichende Kriegsziele zu erreichen waren, vor dem Auditorium der Kontinentale Öl AG referieren.
In einem Vermerk von Hermann Göring wurde unter Punkt 3 angeführt:
„Alle mit der Mineralölversorgung aus dem Ausland zusammenhängenden Fragen sind künftig ausschließlich im Einvernehmen mit Herrn Dr. Fischer zu bearbeiten“
Im Jahre 1941 gehörte er dem Großen Beirat der Reichsgruppe Industrie an.
Im Jahre 1943 wurde er zum Leiter der Amtsgruppe Mineralöl im Rohstoffamt des RWM ernannt. Zugleich belegte er den Posten des Leiters im Bereich Kraftstoffe im Planungsamt des Ministeriums. Fischer wurde auch zum Wehrwirtschaftsführer ernannt. In dieser Funktion im Reichsministerium wurde ihm 1944 das Ritterkreuz des Kriegsverdienstkreuz verliehen.
Zum Kriegsende im April 1945 beauftragte Hans Kehrl Fischer, zu Verhandlungen über Kesselwagen in die Schweiz zu reisen. Unter diesem Vorwand sollte Fischer einem Prozess gegen die IG Farben entgehen. Dass solch ein Prozess beabsichtigt war, erfuhr Fischer durch einen Schweizer Gesandten.

## Nachkriegszeit
Fischer konnte sich kurz vor Kriegsende in die Schweiz absetzen. Dort gehörte er zu den Beratern der von Werner Oswald gegründeten Hovag und lebte vom Mai 1945 bis Mai 1954 unbehelligt während neun Jahren. Die Hovag produzierte im Krieg Ethanol aus Holz und fand nach dem Krieg in der Produktion von Kunstfasern und Napalm neue Aktionsfelder. Fischer war einer von mehreren Beratern der Firma mit Nazi-Vergangenheit. Von 1953 bis 1955 war er im Vorstand der Dynamit Nobel AG. Als Nachfolger von Fritz Gajewski leitete er ab 1957 bis 1963 den Vorsitz des Vorstandes der Dynamit Nobel AG. Weiterhin übernahm er von 1962 bis 1963 den Vorsitz des Aufsichtsrats der Chemische Werke Witten GmbH. Auch war er Mitglied im Aufsichtsrat der Atlas-Werke AG in Bremen und der Mitteldeutschen Sprengstoffwerke GmbH in Langelsheim sowie der Dynarohr-Werk GmbH in Mühlheim.
Im Jahre 1962 hatte er seinen Wohnsitz in Bad Godesberg, Wendelstadt-Allee 4.

## Schriften
- Nationale Mineralölwirtschaft von Dr. E.R. Fischer, Leiter der Fachgruppe Mineralöle und Mineralölprodukte der Wirtschaftsgruppe Chemische Industrie vom 26. September 1935, in: Oel und Kohle vereint mit Erdoel und Teer, 11 (1935), S. 779–781
- Aufbau und Aufgaben der Wirtschaftsgruppe Kraftstoffindustrie – Vortrag auf der Tagung der Deutschen Gesellschaft für Mineralölforschung und der Brennkrafttechnischen Gesellschaft e.V. Berlin, in: Oel und Kohle 12 (1936), 43, S. 990f, 15. November 1936
- Die Grundlagen der deutschen Mineralölwirtschaft, in: Die deutsche Mineralölwirtschaft – Jahrbuch der deutschen Mineralölwirtschaft 1939/40, Frankfurt am Main 1939, S. 23–27
- Die Versorgung Europas mit Mineralöl nach dem Kriege. Ermittlungen des Nachkriegsverbrauchs und Sicherung der Belieferung, Studie von September 1940[17]

## Lizenzhinweis
Dieser Artikel wurde am 8. November 2022 von Marjorie-Wiki: Ernst Rudolf Fischer importiert.
Folglich wird hiermit der Hauptautor des importierten Artikels genannt: Walter.
Damit werden die Lizenzbestimmungen der GNU-Lizenz für freie Dokumentation (GNU FDL) und der CC-BY-SA 4.0 gewahrt.